# Jean Paul Richter (Kunsthistoriker)
Jean Paul Richter (* 7. Januar 1847 in Dresden; † 25. August 1937 in Lugano) war ein deutscher Kunsthistoriker. Er wurde vor allem für seine Arbeiten über die Notizbücher von Leonardo da Vinci bekannt.

## Leben
Richter wurde als Sohn des Theologen Karl Edmund Richter in Dresden geboren. Sein Vater verstarb früh und war zuletzt Superintendent der evangelisch-lutherischen Kirche in Leipzig. Seine Mutter stammte aus Frankreich. In Leipzig studierte der junge Richter ebenfalls Theologie und wurde Hauslehrer, im 19. Jahrhundert ein üblicher Berufsstart für junge Theologen, des jungen Alexander Friedrich, Landgraf von Hessen. Seine Arbeit als gräflicher Hauslehrer gab ihm die Möglichkeit, durch Europa und in den Orient zu reisen. Er war vor allem an Archäologie, der frühchristlichen Kunst und der Kunst der Renaissance interessiert.
In Italien schrieb er Beiträge für Baedeker-Reiseführer. Dort lernte er um 1876 den italienischen Kunsthistoriker, Politiker und Arzt Giovanni Morelli kennen, der zu seinem Mentor wurde, sowie den US-amerikanischen Kunsthistoriker, Kunstsammler und Schriftsteller Bernard Berenson.
Im Jahr 1878 heiratete er Luise Schwab (1852–1938), die Tochter eines Fabrikanten. Seine Ehefrau und die Töchter Irma (1881–1956) und Gisela Richter (1882–1972) publizierten später ebenfalls über kunsthistorische Themen.
Das Ehepaar zog nach London, wo Richter diverse Sammlungskataloge erstellte. So erhielt er unter anderem  von Ludwig II. von Bayern einen Auftrag zur Katalogisierung der Wallace Collection, ein Kunstmuseum in Westminster. Den deutsch-britischen Chemiker und Industriellen Ludwig Mond beriet er beim Aufbau einer bedeutenden Gemäldesammlung, die heute zum Bestand der National Gallery zählt. 
Von Bedeutung sind heute aber hauptsächlich seine Arbeiten über die literarischen Werke des italienischen Renaissancekünstlers Leonardo da Vinci.
Um 1920 verlegte Richter seinen Wohnsitz ins schweizerische Lugano. Dort starb er im August 1938.

## Das schriftliche Werk des Leonardo da Vinci
Richters editorische Arbeiten an den Manuskripten Leonardo da Vincis wurden grundlegend für die wissenschaftliche Erforschung der Texte. Sie wurden erstmals im Jahr 1883 in zwei Bänden herausgegeben, erschienen 1939 in einer erweiterten und verbesserten Fassung und erneut im Jahr 1970 in unveränderter Fassung.
Richters Werk wurde später durch den Leonardo-Forscher Carlo Pedretti (1928–2018) in jahrzehntelanger Arbeit kommentiert und erweitert. Nach Meinung des Historikers Volker Reinhardt bilden die Bände einen unverzichtbaren Zugang zu Leonardos schriftlichem Werk.
Jean Paul Richter wurde zum Entdecker des Autors Leonardo da Vinci, dessen literarische Bedeutung der Fachöffentlichkeit am Ende des 19. Jahrhunderts meist noch unbekannt war.

## Werke (Auswahl)
- The Mond collection. Murray, London 1910
- Quellen der byzantinischen Kunstgeschichte. Ausgewählte Texte über die Kirchen, Klöster, Paläste, Staatsgebäude und andere Bauten von Konstantinopel. Graeser, Wien 1897.
- The literary works of Leonardo da Vinci. 2 Bände, S. Low, Marston, Searle & Rivington, London 1883

The Notebooks of Leonardo da Vinci. The literary works of Leonardo da Vinci. 2 Bände, Dover Publications Inc., Dover 1970, Band 1: ISBN 0-486-22572-0, Band 2: ISBN 0-486-22573-9.
(Online-Version der Erstausgabe 1883 in der englischen Wikisource und bei gutenberg.org, englisch.)
- Die Mosaiken von Ravenna. Braumüller, Wien 1878.
- Der Ursprung der abendländischen Kirchengebäude nach neuen Entdeckungen kritisch erläutert. Braumüller, Wien 1878.